# Aztec (Walibi Holland)
Aztec was een Rainbow-attractie in familiepretpark Walibi Holland in Biddinghuizen.

## Geschiedenis
Aztec werd gebouwd in 2000 door HUSS Park Attractions en was gesitueerd in de Speed Zone. Hier werd de attractie begin 2009 weggehaald, omdat er onderzoek nodig was naar aanleiding van een ongeluk met een soortgelijke attractie in Liseberg. Uiteindelijk is ze niet veilig genoeg verklaard, en afgebroken.

### Verkocht
In 2016 werd de attractie verkocht aan een Irakees pretpark na zeven jaar achter de schermen in open lucht opgeslagen te hebben gelegen in Walibi Holland. De attractie verkeerde aldus in een zeer slechte staat. De koper liet de attractie opknappen alvorens deze te verschepen.
Afbeeldingen · Lijst van attracties